# 大内熊耳
大内 熊耳（おおうち ゆうじ）は江戸時代中期の儒学者、詩文家。陸奥国三春藩（福島県三春町）出身。荻生徂徠門七才子の一人。江戸で秋元子帥に学び、岡崎藩・唐津藩水野家に仕えた。

## 経歴
元禄10年（1697年）生まれ。大内家は陸奥国田村郡山根村（福島県田村市常葉町山根）庄屋を務めたが、宝永4年（1707年）父弥五右衛門の死去に伴い熊耳（くまがみ）村（三春町熊耳）に帰農した。
三春城下の寺院に住み込んで学問を修めた。正徳3年（1713年）平野金華を頼って江戸に出て秋元子帥に師事し、荻生徂徠門下で活動したが、正式には入門しなかった。7,8年後京都に上り、徂徠と敵対する伊藤東涯に会うも、またも入門せず、中国の風教を求めて長崎に渡り、『李滄溟集』を愛読した。徂徠の死後江戸に戻り、徂徠学に立ち帰って服部南郭に兄事し、浅草に塾を開いて成功した。
水戸藩への仕官を志望し、彰考館総裁安積澹泊からの課題として「対封建策」「対礼楽策」他1篇を提出するも、採用されず、門弟立原翠軒・毛利扶揺門弟等を通じて『大日本史』「志」部の編纂を促した。
元文3年（1738年）春家老松本尚炯の推挙で三河岡崎藩江戸藩邸に出仕し、宝暦12年（1762年）9月肥前唐津藩転封後も仕え、明和5年（1768年）5月致仕した。飯田藩堀親長の招聘を断り、外臣として諮問に応じた。
安永5年（1776年）4月28日江戸唐津藩邸で病没し、下谷広徳寺末泰寿院に葬られた。法名は敬心斎宮義山紹勇居士。明治初年泰寿院は桂徳院に合併した。大正12年（1923年）関東大震災で墓碑が倒壊し、寺と共に練馬村に移された。

## 著書
- 『明四先生文範』[18]
- 『作文一班』[18]
- 『家世遺図』[18]
- 『熊耳文集』[19]
- 『熊耳文集後編』[19]
- 『熊耳遺稿』[19]

## 門人
- 毛利扶揺[20]
- 田中江南[21]
- 市川鶴鳴[21]
- 石金瀬浜[21]
- 立原翠軒[21]
- 大竹東海[18]
- 大内蘭室[18]
- 藤吉子虎[22]
- 石井子彭[22]

## 家族
百済王琳聖太子を祖とし、余姓を称した。
先祖柏木田監物義久は安達郡小浜城主大内義綱の弟で、柏木田（福島県二本松市長折）に住み、熊耳村に隠居したが、伊達政宗・田村清顕に招かれて根柄村（本宮市稲沢）に移り、根柄氏を称した。義久の長男弾正は家を継がず、田村郡南成田村（三春町南成田）、更に熊耳村に移った。次男源助は奥州仕置の際伊達氏に仕え、延宝年間山根村庄屋となった。
- 実父：道耆府君 – 享保12年（1727年）10月24日江戸で死去[17]。
- 養父？[7]：大内弥五右衛門 - 源助の子。宝永年間山根村庄屋。宝永4年（1707年）没[6]。
- 母 - 田村直顕弟重顕子孫常葉村庄屋根本善左衛門重元長女。根本家文書「根本忠隣覚書」によれば、名はフリ
- 姉：三春藩御番組松本杢左衛門妻。前出「根本忠隣覚書」によれば、名はサン
- 兄 - 家業を怠り、庄屋職を継がなかった[6]。前出「根本忠隣覚書」によれば、名は佐七と称し、江戸芝口守山町で「三春屋」なる商家を営んだとある。
- 妹：関本村庄屋安瀬八郎右衛門妻
- 妻：山本氏[26]
- 実子：貞之介 – 9歳で没[26]。
- 実子：大助。前出「根本忠隣覚書」によれば、熊耳の実子であり養子蘭室の跡を継いだとある。
- 養子：大内蘭室 – 旧姓は遠藤[26]、名は衡、字は孟玉・子銓、通称は良助[27]。唐津藩に仕えた[18]。門人に大竹麻谷[28]。

熊耳村樋渡にあった生家は母屋・隠宅・土蔵・厩舎・湯殿・厠・鍛冶場を擁する大邸宅で、佐内屋敷と呼ばれた。菩提寺は船引町笹山大聖寺。
子孫は安達郡杉田村（二本松市杉田）に移ったとも、庶子が山根村庄屋株を買って移住したともいう。